# Aulacoserica minima
Aulacoserica minima är en skalbaggsart som beskrevs av Louis Burgeon 1943. Aulacoserica minima ingår i släktet Aulacoserica och familjen Melolonthidae. Inga underarter finns listade.